# Takeuchi (Unternehmen)

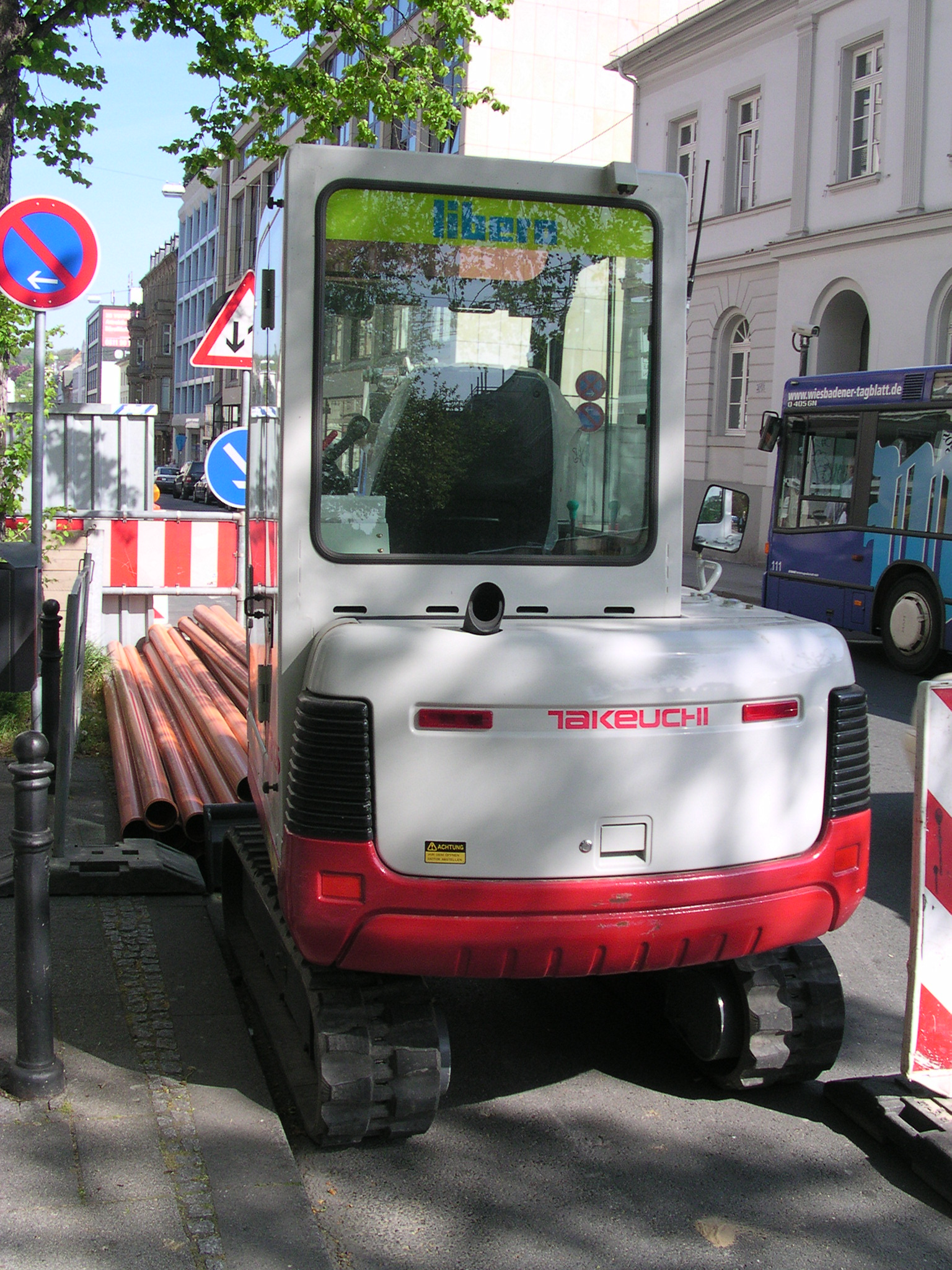
Takeuchi Minibagger TB12
(Breite 1,45 m, Gewicht etwa 2,8 t)

Die Takeuchi Mfg. Co., Ltd [ta-ke-u-chi] ist ein japanischer Industriebetrieb und wurde 1963 von Akio Takeuchi gegründet. Seit 1979 gibt es mit Takeuchi U.S. einen US-amerikanischen Zweig. Der Hauptsitz des Unternehmens befindet sich in Sakaki in der Präfektur Nagano.

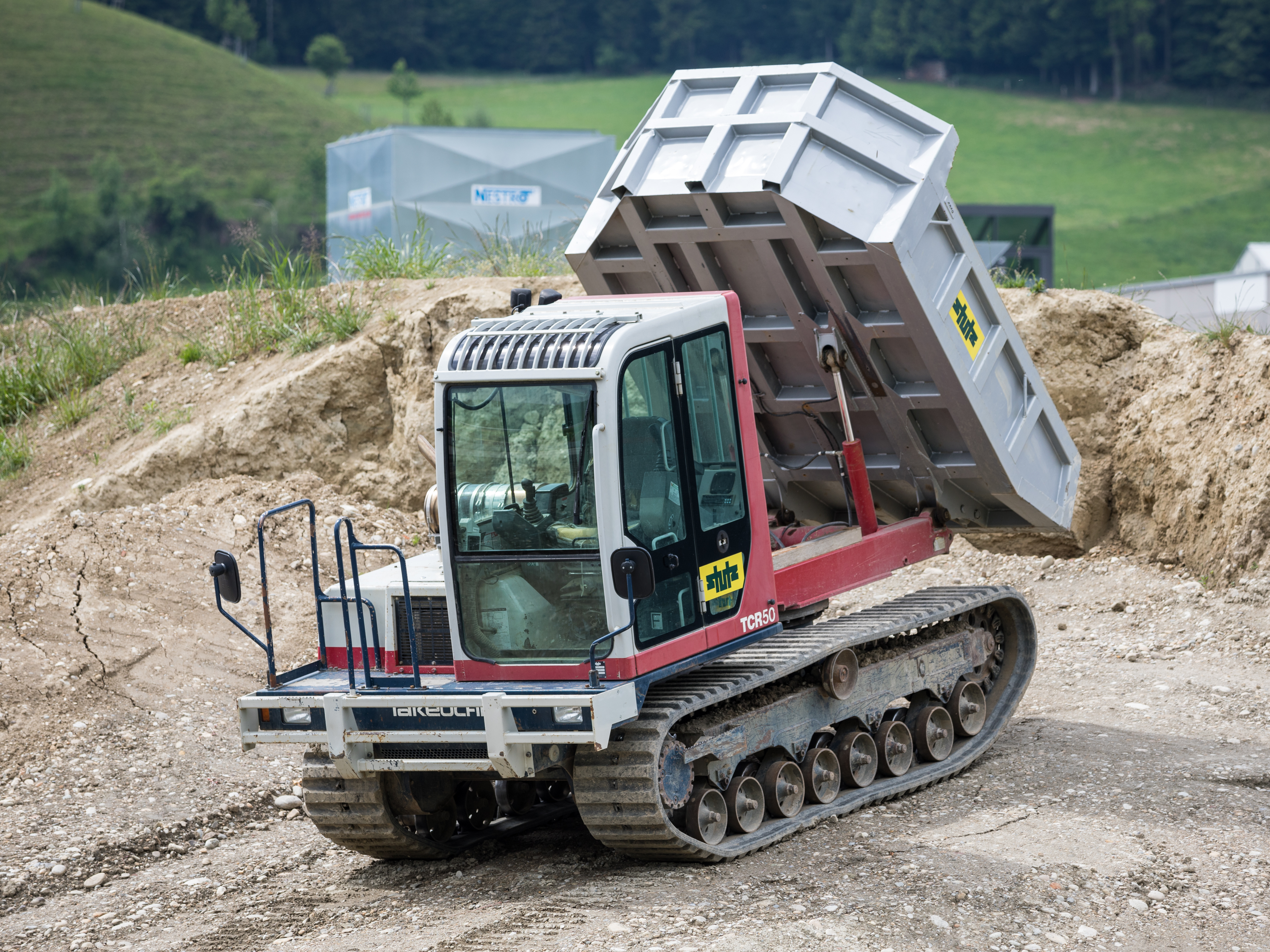
Raupendumper Takeuchi TCR50

Takeuchi gilt als Erfinder des Minibaggers und des teleskopierbaren Laufwerks. Das Produktprogramm umfasst Minibagger von 700 kg bis 14.460 kg. Die ersten Maschinen hatten dreistellige Bezeichnungen, danach folgte der legendäre TB 15 (Farbe: Orange), der Nachfolger heißt TB 015 und danach TB 014 und 016 – die Zahl steht für das Einsatzgewicht. Außerdem werden auf dem europäischen Markt noch Hüllkreisbagger bis 8 t Einsatzgewicht angeboten. Hüllkreisbagger deshalb, weil diese Bagger innerhalb der Kettenbreite um 360° (Hüllkreis) schwenken können. Außerdem werden Lade- und Transportraupen hergestellt.
Die Maschinen gelten als qualitativ sehr hochwertig und sind dementsprechend recht teuer in der Anschaffung. Generalimporteur für Deutschland (seit 1985), Polen und Bulgarien ist die Wilhelm Schäfer GmbH, Heppenheim, die seit 2014 zum Generalimporteur von Takeuchi für die Beneluxländer, Verhoeven in Maarheeze, gehört.
Die Takeuchi-Generalvertretung für Österreich, die Schweiz, Südtirol, Spanien, Portugal, Tschechien, die Slowakei, Ungarn, Slowenien, Kroatien, Montenegro, Bosnien & Herzegowina, Albanien, Nordmazedonien, Serbien und Rumänien hat die Huppenkothen GmbH & Co. KG mit Hauptsitz in Lauterach, Vorarlberg.